# Javier Guerra (Leichtathlet)
Javier Guerra Polo (* 10. November 1983 in Segovia) ist ein spanischer Leichtathlet, der sich auf den Langstreckenlauf spezialisiert hat.

## Sportliche Laufbahn
Erste internationale Erfahrungen sammelte Javier Guerra vermutlich bei den Crosslauf-Weltmeisterschaften 2001 in Ostende, bei denen er nach 28:37 min den 89. Platz im Juniorenrennen belegte. Im Dezember wurde er bei den Crosslauf-Europameisterschaften in Thun nach 19:46 min Neunter im Juniorenrennen und bei den Crosslauf-Weltmeisterschaften 2002 in Dublin wurde er nach 25:33 min 43. Im Juli gelangte er bei den Juniorenweltmeisterschaften in Kingston in 14:55,07 min auf den 15. Platz im 5000-Meter-Lauf und im Dezember landete er bei den Crosslauf-Europameisterschaften in Medulin nach 19:11 min auf dem 18. Platz im U20-Rennen. Bei den Crosslauf-Weltmeisterschaften 2005 in Saint-Étienne kam er im Einzelbewerb nicht ins Ziel und im Dezember landete er bei den Crosslauf-Europameisterschaften in Tilburg nach 28:31 min auf dem 45. Platz. 2007 gelangte er bei der Sommer-Universiade in Bangkok mit 14:24,36 min auf den zwölften Platz über 5000 Meter und im Jahr darauf belegte er bei den Ibero-Amerikanischen Meisterschaften in Iquique in 13:52,74 min den fünften Platz. Bei den Crosslauf-EM in Brüssel lief er nach 31:44 min auf dem 15. Platz im Einzelbewerb ein und sicherte sich in der Teamwertung die Goldmedaille. 2009 belegte er bei den Studentenweltspielen in Belgrad in 14:11,49 min den siebten Platz über 5000 Meter und im Dezember wurde er bei den Crosslauf-EM in Dublin in 32:32 min 30. im Einzelbewerb. Bei den Crosslauf-Weltmeisterschaften 2010 in Bydgoszcz erreichte er nach 35:57 min Rang 78 und im Dezember wurde er bei den Crosslauf-EM in Albufeira in 30:37 min 39.
Bei den Crosslauf-Europameisterschaften 2011 in Velenje belegte er in 29:24 min den fünften Platz im Einzelbewerb und gewann in der Teamwertung die Bronzemedaille hinter den Teams aus Frankreich und dem Vereinigten Königreich. Im Jahr darauf wurde er bei den Crosslauf-EM in Szentendre in 30:22 min Achter im Einzelbewerb und sicherte sich in der Teamwertung die Goldmedaille. 2013 startete er im Marathonlauf bei den Weltmeisterschaften in Moskau und landete dort nach 2:14:33 h auf dem 15. Platz. Im Dezember erreichte er dann bei den Crosslauf-EM in Belgrad nach 30:48 min Rang 41. Im Jahr darauf wurde er bei den Halbmarathon-Weltmeisterschaften 2014 in Kopenhagen in 1:02:27 h 38. und im August belegte er bei den Europameisterschaften in Zürich in 2:12:32 h den vierten Platz über die volle Marathondistanz. 2015 landete er bei den Weltmeisterschaften in Peking nach 2:17:00 h auf dem 13. Platz im Marathon und 2017 wurde er bei den Weltmeisterschaften in London in 2:15:22 h 17. Im Dezember gelangte er bei den Crosslauf-EM in Šamorín nach 30:29 min auf dem 14. Platz im Einzelbewerb und im Jahr darauf belegte er bei den Mittelmeerspielen in Tarragona in 1:05:19 h den achten Platz im Halbmarathon. Anschließend belegte er bei den Europameisterschaften in Berlin in 2:12:22 h den vierten Platz im Marathon. Zudem gewann er dort in der Marathon-Mannschaftswertung die Silbermedaille hinter dem italienischen Team. Im Dezember wurde er dann bei den Crosslauf-EM in Tilburg in 30:00 min 31. im Einzelbewerb.
2021 nahm er im Marathonlauf an den Olympischen Sommerspielen in Sapporo teil und landete dort nach 2:16:42 h auf dem 16. Platz. 2024 gelangte er bei den Europameisterschaften in Rom nach 1:03:17 h auf dem 24. Platz im Halbmarathon und im Jahr darauf wurde er bei der Premiere der Straßenlauf-Europameisterschaften 2025 in Löwen in 1:02:31 h Neunter im Halbmarathon. Zudem sicherte er sich dort in der Teamwertung die Silbermedaille hinter dem französischen Team.
2023 wurde Guerra spanischer Meister im Marathonlauf.

## Persönliche Bestzeiten
- 5000 Meter: 13:46,12 min, 30. Juni 2007 in Gavà
- 10.000 Meter: 28:53,03 min, 18. Juli 2009 in Avilés
- 10-km-Straßenlauf: 28:11 min, 12. Januar 2020 in Valencia
- Halbmarathon: 1:01:21 h, 6. Dezember 2020 in Valencia
- Marathon: 2:07:27 h, 23. Februar 2022 in Sevilla